# Шипіцино (Промишленнівський округ)
Шипі́цино (рос. Шипицино) — присілок у складі Промишленнівського округу Кемеровської області, Росія.

## Населення
Населення — 217 осіб (2010; 188 у 2002).
Національний склад (станом на 2002 рік):
- росіяни — 91 %